# Владимир Мирончиков
Владимир Сергејевич Мирончиков (рус. Владимир Сергеевич Мирончиков; Серпухов, 30. септембар 1998) српски је боксер и репрезентативац, пореклом из Русије.

## Биографија
Мирончиков је рођен 30. септембра 1998. године у граду Серпухову, Московска област у Русији. Почео је да се бори са 19 година. У професионалном боксу дебитовао је 11. септембра 2020. године. Завршио је Московски ваздухопловни институт, а 2019. постао је и победник шампионата Русије за младе, у категорији до 81 килограма (учесници између 19 и 22 године). Одлучио је да боксује под заставом Србије.
Почетком новембра 2021. у Београду је освојио бронзану медаљу на Светском првенству у полутешкој категорији (до 80 кг). Тако је донео Србији медаљу на светским првенствима после 26 година. У шеснаестини финала на поене једногласном одлуком судија (резултат: 5:0) победио је Кана Ајкутсуна из Турске, у осмини финала на поене једногласном одлуком судија (оцена: 5:0) победио Бугарина Кристијана Николова, у четвртфиналу на бодове једногласном одлуком судија (скор: 5:0) победио је Казахстанца Нурбека Оралбаја, али је у полуфиналу на поене подељеном одлуком судија (резултат: 2:3) изгубио од искусног Американца Робија Гонзалеса — који је на крају постао светски шампион.
У мају 2022. у саставу репрезентације Србије учествовао је на шампионату Европе у Јеревану, у категорији до 86 кг, где је изгубио у 3. колу од Георгија Кушиташвилија.
У јулу 2022. године постао је шампион Медитеранских игара у граду Орану (Алжир) у категорији до 81 кг. Тамо је на бодове победио Турчина Кана Ајкутсуна, затим Газимагомеда Јалидова из Шпаније и у финалу на бодове победио је Алжирца Мохамеда Кумрија.